# Andrychy
Andrychy – wieś w Polsce położona w województwie podlaskim, w powiecie kolneńskim, w gminie Grabowo.
Prywatna wieś szlachecka Jędrychy położona była w drugiej połowie XVI wieku w powiecie wąsoskim ziemi wiskiej województwa mazowieckiego. 
Na przełomie 1783/1784 wieś leżała w parafii Grabowo, dekanat wąsoski diecezji płockiej i była własnością Franciszka Bobra, cześnika inflanckiego. W 1827 r. było tu 7 domów i 31 mieszkańców. W okresie międzywojennym majątek ziemski miał tu Adam Gromadzki (58 mórg).
W latach 1975–1998 miejscowość administracyjnie należała do województwa łomżyńskiego.
Wierni kościoła rzymskokatolickiego należą do parafii św. Jana Chrzciciela w Grabowie.